# Matula – Tod auf Mallorca
Tod auf Mallorca ist ein deutscher Fernsehfilm aus der Reihe Matula. Die Erstausstrahlung war am Karfreitag 2019.

## Handlung
Privatdetektiv Josef Matula hat in Ermangelung von Recherche- oder Überwachungsaufträgen die Überführung einer Segelyacht von der Côte d’Azur nach Mallorca übernommen. Im Zielhafen angekommen muss er feststellen, dass sein Auftraggeber noch nicht eingetroffen ist, dafür macht Matula Bekanntschaft mit Ingo Schumann, einem sympathischen deutschen Frühruheständler, und seiner Begleiterin Karin Weißbach. Da sich die Ankunft des Yachteigners verzögert, verbringt Matula die Nacht auf dem Schiff. Am anderen Morgen entdeckt er Ingo Schumann tot im Wasser treibend. Die Polizei geht zunächst davon aus, dass der Mann einen bedauerlichen Unfall hatte, doch schon bald gibt es Anzeichen eines Tötungsdelikts. Im Blut des Opfers lässt sich die Partydroge Liquid Ecstasy nachweisen, und offensichtlich wurde Schumann, nachdem ihn die Droge bewusstlos werden ließ, ins Wasser geworfen. In Verdacht gerät Karin Weißbach, die sofort Matula damit beauftragt, ihr zu helfen. Bei seinen Recherchen findet Matula schon bald heraus, dass Schumann ein Doppelleben zu führen schien. Denn während er sich auf seiner gemieteten Yacht mit Weißbach amüsiert hatte, wartete auch seine Partnerin Angela Bremer auf der Insel. Ihr war er als Malte Schuster bekannt. Bremers Nochehemann, ein hiesiger Bauunternehmer, kommt nach Matulas Meinung als Täter in Betracht, denn Schumann/Schuster hatte Robert Bremer nicht nur die Frau ausgespannt, sondern auch von ihr einen größeren Geldbetrag erhalten, den Bremer eigentlich dringend für seine Firma benötigt hätte. Bei seinen Nachforschungen stößt Matula allerdings auch auf Hinweise, dass seine Klientin ähnliche Ziele wie Schumann/Schuster verfolgte. Auch sie informiert sich offensichtlich über vermögende potentielle Partner, um sich von den Männern aushalten zu lassen. Daher ist sich der Detektiv nicht sicher, ob Weißbach wirklich unschuldig ist. Dennoch folgt Matula weiter seiner Vermutung, dass Bremer mit dem Tod Schumann/Schusters zu tun hat. Dabei findet er heraus, dass Schumann/Schuster noch eine dritte Identität besaß und als Malte Schubert einen Nachtclub und eine Ehefrau mit Kind hatte. Matula spricht mit Maria Schubert-Sanchez und erfährt von ihr, dass sie von den Abenteuern ihres Mannes wusste, dies aber angeblich duldete. Daran kommen Matula jedoch Zweifel und so kommt er dahinter, dass sich Sanchez mit Angela Bremer zusammengetan hatte, um sich an Schumann/Schuster/Schubert zu rächen. Dabei sorgte Sanchez für ein Alibi ihrer Verbündeten, während Angela Bremer den Mord beging. Um den Frauen dies nachzuweisen, versucht er, sie zu einem Geständnis zu bewegen. Das gelingt, weil Matula mit einem Trick Sanchez zu Bremer lockt und so nachweisen kann, dass sich die beiden kennen. Da Bremer dem Detektiv heimlich Liquid Ecstasy in ein Glas mischt und annimmt, ihn wie Schuster aus dem Weg räumen zu können, gibt sie ihm gegenüber den Mord tatsächlich zu. Doch Matula hatte die Gläser ausgetauscht und tut nur so, als ob er das Bewusstsein verlieren würde, um das Geständnis heimlich mit seinem Handy aufzunehmen, das er dann der Polizei als Beweismittel übergibt.

## Rezeption

### Einschaltquoten
Die Erstausstrahlung am 19. April 2019 erreichte 4,37 Millionen Zuschauer, was einem Marktanteil von 15,6 % entspricht. Von den 14- bis 49-jährigen Zuschauern schalteten 0,60 Millionen ein, was einen Marktanteil von 6,9 % entspricht.

### Kritiken
Harald Keller meinte bei tittelbach.tv: „ein ausgeklügelter Fall vor attraktiver Kulisse. Kein ‚Event-Fernsehen‘, aber ein handwerklich ausgesprochen gut gemachter, auf mehreren Ebenen gut unterhaltender Feiertagskrimi.“ „So patent wie Braeunlichs Drehbuch sind Daniel Helfers Regie und Mathias Neumanns Kameraführung. Da finden sich immer wieder kleine Finessen wie die subjektive Perspektive eines heimlichen Beobachters oder mehrere knappe Plansequenzen (Steadycam: Lorenz Till Ackermann). Die Schauplätze wechseln häufig, sind bisweilen, wie die Kabine der Jacht, ungeheuer eng, aber es gelingt den Kameraleuten und auch Editor Jens Müller durchgängig, das nötige Raumgefühl herzustellen.“